# È l'aurora/L'Africa

È l'aurora/L'Africa è un è un singolo di Ivano Fossati (con la denominazione completa Ivano Alberto Fossati) e Oscar Prudente uscito nel 1973.

## Il disco
I due brani sono tratti dall'album Poco prima dell'aurora; il disco è pubblicato insieme dalle due case discografiche degli artisti (Fonit Cetra per Fossati e Numero Uno per Prudente), con i ruoli così suddivisi: la Fonit-Cetra pubblica il disco e lo distribuisce mentre la Numero Uno si occupa della realizzazione.
Nel 1980 Donno ha pubblicato una cover di È l'aurora, prodotta da Prudente.

## Tracce
LATO A
1. È l'aurora (testo: Ivano Fossati – musica: Oscar Prudente; edizioni musicali Numero Uno, Usignolo)

LATO B
1. L'Africa (testo: Ivano Fossati – musica: Oscar Prudente; edizioni musicali Numero Uno, Usignolo)

## Formazione
- Ivano Alberto Fossati: chitarra acustica, chitarra elettrica, flauto traverso, ottavino, ocarina, voce
- Oscar Prudente: chitarra acustica, chitarra elettrica, tastiera, voce
- Guido Guglielminetti: basso
- Gianni Dall'Aglio: batteria
- Franco Pacchierotti: chitarra elettrica
- Reginaldo Ettore: percussioni
- Claudio Pascoli: sax tenore, sax soprano, tastiera